# Milichus lecourti
Milichus lecourti är en skalbaggsart som beskrevs av Nicolas och Yves Cambefort 1994. Milichus lecourti ingår i släktet Milichus och familjen bladhorningar. Inga underarter finns listade i Catalogue of Life.